# Desa Sukamulih (administrativ by i Indonesien, lat -7,29, long 108,06)
Desa Sukamulih är en administrativ by i Indonesien.   Den ligger i provinsen Jawa Barat, i den västra delen av landet, 180 km sydost om huvudstaden Jakarta.